# Microula forrestii
Microula forrestii är en strävbladig växtart som först beskrevs av Friedrich Ludwig Diels, och fick sitt nu gällande namn av Ivan Murray Johnston. Microula forrestii ingår i släktet Microula och familjen strävbladiga växter. Inga underarter finns listade i Catalogue of Life.